# 奥尔米利亚
奥尔米利亚，是西班牙拉里奥哈自治区的一个市镇。总面积16平方公里，总人口454人（2001年），人口密度28人/平方公里。